# Crims del futur
Crims del futur (títol original en anglès, Crimes of the Future) és una pel·lícula dramàtica de terror de ciència-ficció del 2022 escrita i dirigida per David Cronenberg. La pel·lícula és protagonitzada per Viggo Mortensen, Léa Seydoux i Kristen Stewart. Segueix un duet d'artistes de performance (Mortensen i Seydoux) que realitzen cirurgies per al públic en un futur on l'evolució humana s'ha accelerat per a bona part de la població. Tot i que la pel·lícula comparteix el seu títol amb la pel·lícula homònima de Cronenberg de 1970, no és una nova versió, ja que la història i el concepte no estan relacionats. La pel·lícula va marcar el retorn de Cronenberg als gèneres de ciència-ficció i terror per primera vegada des d'EXistenZ (1999). S'ha doblat i subtitulat al català.
Coproduïda internacionalment per companyies canadenques, franceses, britàniques i gregues, es va estrenar al Festival de Canes de 2022, on va competir per la Palma d'Or i va rebre una ovació de sis minuts. La pel·lícula es va estrenar a les sales de cinema a França el 25 de maig de 2022, es va estrenar al Canadà el 3 de juny i va tenir una estrena limitada el mateix dia als Estats Units. Va rebre crítiques generalment positives.